# Grande Prêmio da Alemanha de 2011
O Grande Prémio da Alemanha de 2011 foi a décima corrida da temporada de 2011 da Fórmula 1. Este Grande Prêmio da Alemanha foi realizado no Circuito de Nürburgring após ser realizado em Hockenheimring na temporada de 2010.

## Resultados

### Treino classificatório
| #                        | Nº | Piloto             | Equipe               | Q1       | Q2       | Q3       | Voltas |
| 1                        | 2  | Mark Webber        | Red Bull-Renault     | 1:33.096 | 1:31.311 | 1:30.079 | 18     |
| 2                        | 3  | Lewis Hamilton     | McLaren-Mercedes     | 1:32.934 | 1:30.998 | 1:30.134 | 15     |
| 3                        | 1  | Sebastian Vettel   | Red Bull-Renault     | 1:32.973 | 1:31.017 | 1:30.216 | 16     |
| 4                        | 5  | Fernando Alonso    | Ferrari              | 1:32.916 | 1:31.150 | 1:30.442 | 16     |
| 5                        | 6  | Felipe Massa       | Ferrari              | 1:31.826 | 1:31.582 | 1:30.910 | 19     |
| 6                        | 8  | Nico Rosberg       | Mercedes             | 1:32.785 | 1:31.343 | 1:31.263 | 22     |
| 7                        | 4  | Jenson Button      | McLaren-Mercedes     | 1:33.224 | 1:31.532 | 1:31.288 | 14     |
| 8                        | 14 | Adrian Sutil       | Force India-Mercedes | 1:32.286 | 1:31.809 | 1:32.010 | 18     |
| 9                        | 10 | Vitaly Petrov      | Renault              | 1:33.187 | 1:31.985 | 1:32.187 | 16     |
| 10                       | 7  | Michael Schumacher | Mercedes             | 1:32.603 | 1:32.180 | 1:32.482 | 18     |
| 11                       | 9  | Nick Heidfeld      | Renault              | 1:32.505 | 1:32.215 |          | 16     |
| 12                       | 15 | Paul di Resta      | Force India-Mercedes | 1:32.651 | 1:32.560 |          | 15     |
| 13                       | 12 | Pastor Maldonado   | Williams-Cosworth    | 1:33.003 | 1:32.635 |          | 13     |
| 14                       | 11 | Rubens Barrichello | Williams-Cosworth    | 1:33.664 | 1:33.043 |          | 18     |
| 15                       | 17 | Sergio Pérez       | Sauber-Ferrari       | 1:33.295 | 1:33.176 |          | 14     |
| 16                       | 18 | Sébastien Buemi    | Toro Rosso-Ferrari   | 1:33.635 | 1:33.698 |          | 11     |
| 17                       | 19 | Jaime Alguersuari  | Toro Rosso-Ferrari   | 1:33.658 | 1:33.698 |          | 11     |
| 18                       | 16 | Kamui Kobayashi    | Sauber-Ferrari       | 1:33.786 |          |          | 5      |
| 19                       | 20 | Heikki Kovalainen  | Lotus-Renault        | 1:35.599 |          |          | 9      |
| 20                       | 24 | Timo Glock         | Virgin-Cosworth      | 1:36.400 |          |          | 12     |
| 21                       | 21 | Karun Chandhok     | Lotus-Renault        | 1:36.422 |          |          | 11     |
| 22                       | 25 | Jérôme d'Ambrosio  | Virgin-Cosworth      | 1:36.641 |          |          | 12     |
| 23                       | 23 | Vitantonio Liuzzi  | HRT-Cosworth         | 1:37.011 |          |          | 11     |
| 24                       | 22 | Daniel Ricciardo   | HRT-Cosworth         | 1:37.036 |          |          | 11     |
| Tempo dos 107%: 1:38.253 |    |                    |                      |          |          |          |        |

### Corrida
| #   | Nº | Piloto             | Equipe               | Voltas | Tempo       | Grid | Pontos |
| 1   | 3  | Lewis Hamilton     | McLaren-Mercedes     | 60     | 1:37:30.334 | 2    | 25     |
| 2   | 5  | Fernando Alonso    | Ferrari              | 60     | +3.9        | 4    | 18     |
| 3   | 2  | Mark Webber        | RBR-Renault          | 60     | +9.7        | 1    | 15     |
| 4   | 1  | Sebastian Vettel   | RBR-Renault          | 60     | +47.9       | 3    | 12     |
| 5   | 6  | Felipe Massa       | Ferrari              | 60     | +52.2       | 5    | 10     |
| 6   | 14 | Adrian Sutil       | Force India-Mercedes | 60     | +1:26.2     | 8    | 8      |
| 7   | 8  | Nico Rosberg       | Mercedes             | 59     | +1 volta    | 8    | 6      |
| 8   | 7  | Michael Schumacher | Mercedes             | 59     | +1 volta    | 10   | 4      |
| 9   | 16 | Kamui Kobayashi    | Sauber-Ferrari       | 59     | +1 volta    | 17   | 2      |
| 10  | 10 | Vitaly Petrov      | Renault              | 59     | +1 volta    | 9    | 1      |
| 11  | 17 | Sergio Perez       | Sauber-Ferrari       | 59     | +1 volta    | 15   |        |
| 12  | 19 | Jaime Alguersuari  | STR-Ferrari          | 59     | +1 volta    | 16   |        |
| 13  | 15 | Paul di Resta      | Force India-Mercedes | 59     | +1 volta    | 12   |        |
| 14  | 12 | Pastor Maldonado   | Williams-Cosworth    | 59     | +1 volta    | 13   |        |
| 15  | 18 | Sébastien Buemi    | STR-Ferrari          | 59     | +1 volta    | 24   |        |
| 16  | 20 | Heikki Kovalainen  | Lotus-Renault        | 58     | +2 voltas   | 18   |        |
| 17  | 24 | Timo Glock         | Virgin-Cosworth      | 57     | +3 voltas   | 19   |        |
| 18  | 25 | Jérôme d'Ambrosio  | Virgin-Cosworth      | 57     | +3 voltas   | 21   |        |
| 19  | 22 | Daniel Ricciardo   | HRT-Cosworth         | 57     | +3 voltas   | 22   |        |
| 20  | 21 | Karun Chandhok     | Lotus-Renault        | 56     | +4 voltas   | 20   |        |
| Ret | 23 | Vitantonio Liuzzi  | HRT-Cosworth         | 37     | Elétrico    | 23   |        |
| Ret | 4  | Jenson Button      | McLaren-Mercedes     | 35     | Hidráulico  | 7    |        |
| Ret | 11 | Rubens Barrichello | Williams-Cosworth    | 16     | Óleo        | 14   |        |
| Ret | 9  | Nick Heidfeld      | Renault              | 9      | Acidente    | 11   |        |

Notas:
- Primeira vez na temporada que Vettel não subiu ao pódio.
- 1º GP da Alemanha do re-estreante Chandhok. Também é o 1º GP dele na Lotus Racing.

## Tabela do campeonato após a corrida
Observe que somente as cinco primeiras posições estão incluídas na tabela.
| Pos | Var     | Piloto           | Pontos |
| --- | ------- | ---------------- | ------ |
| 1   | Estável | Sebastian Vettel | 216    |
| 2   | Estável | Mark Webber      | 139    |
| 3   | 1       | Lewis Hamilton   | 134    |
| 4   | 1       | Fernando Alonso  | 130    |
| 5   | Estável | Jenson Button    | 109    |

| Pos | Var     | Construtor       | Pontos |
| --- | ------- | ---------------- | ------ |
| 1   | Estável | Red Bull-Renault | 355    |
| 2   | Estável | McLaren-Mercedes | 243    |
| 3   | Estável | Ferrari          | 192    |
| 4   | Estável | Mercedes         | 78     |
| 5   | Estável | Renault          | 66     |